# Вуж бронзовий Олівера
Вуж бронзовий Олівера (Dendrelaphis oliveri) — неотруйна змія з роду Вуж бронзовий родини Вужеві.

## Опис
Загальна довжина досягає 75—75,6 см. Голова списоподібна, чітко відокремлена шийним перехопленням. Очі великі з круглими зіницями. Тулуб циліндричний, тонкий, вузький з кілеватою лускою на череві. Хвіст чіпкий.
Забарвлення спини та хвоста бронзово—сіре. З боків від морди через очі до кінчика хвоста тягнуться 2 світлі смуги. Черево має кремово—біле забарвлення.

## Спосіб життя
Полюбля тропічні ліси. Усе життя проводить на деревах. Активний вдень. Харчується ящірками, геконами та деревними жабами.
Це яйцекладна змія. Самиця у дуплі дерева відкладає 5 довгастих яєць.

## Розповсюдження
Це ендемік о.Шрі-Ланка.